# Кассія (округ, Айдахо)
Шаблон:StateAbbr_ 42°16′ пн. ш. 113°37′ зх. д. / 42.27° пн. ш. 113.61° зх. д.
Округ  Кассія (англ. Cassia County) — округ (графство) у штаті  Айдахо, США. Ідентифікатор округу 16031.

## Історія
Округ утворений 1879 року.

## Демографія
За даними перепису 
2000 року 
загальне населення округу становило 21416 осіб, зокрема міського населення було 9572, а сільського — 11844.
Серед мешканців округу чоловіків було 10774, а жінок — 10642. В окрузі було 7060 домогосподарств, 5489 родин, які мешкали в 7862 будинках.
Середній розмір родини становив 3,46.
Віковий розподіл населення поданий у таблиці:
| Стать    | До 15 років | 15-21 | 22-29 | 30-39 | 40-49 | 50-65 | 65-85 | Понад 85 |
| -------- | ----------- | ----- | ----- | ----- | ----- | ----- | ----- | -------- |
| Чоловіки | 3036        | 1386  | 984   | 1282  | 1450  | 1421  | 1076  | 139      |
| Жінки    | 2892        | 1161  | 999   | 1248  | 1413  | 1414  | 1275  | 240      |

## Суміжні округи
- Мінідока — північ
- Блейн — північ
- Павер — північний схід
- Онейда — схід
- Бокс-Елдер, Юта — південний схід
- Елко, Невада — південний захід
- Твін-Фоллс — захід
- Джером — північний захід

## Виноски
1. ↑  (unspecified title) — Москва: ВИНИТИ РАН, 1964. — С. 40. — 235 с.
2. ↑  U.S. Decennial Census. United States Census Bureau. Архів оригіналу за 12 квітня 2013. Процитовано 28 червня 2014.
3. ↑  Historical Census Browser. University of Virginia Library. Архів оригіналу за 11 серпня 2012. Процитовано 28 червня 2014.
4. ↑  Population of Counties by Decennial Census: 1900 to 1990. United States Census Bureau. Архів оригіналу за 30 жовтня 2014. Процитовано 28 червня 2014.
5. ↑  Census 2000 PHC-T-4. Ranking Tables for Counties: 1990 and 2000 (PDF). United States Census Bureau. Архів оригіналу (PDF) за 18 грудня 2014. Процитовано 28 червня 2014.
6. ↑  State & County QuickFacts. United States Census Bureau. Архів оригіналу за 8 липня 2011. Процитовано 28 червня 2014.(англ.) Наведено за англійською вікіпедією.
7. ↑  American FactFinder. Бюро перепису населення США. Архів оригіналу за 29 липня 2011. Процитовано 31 січня 2008.

| США | Це незавершена стаття з географії США. Ви можете допомогти проєкту, виправивши або дописавши її. |